# سعيد المنهالي
سعيد مصبح المنهالي (مواليد 4 فبراير 1994، لاعب كرة قدم إماراتي يجيد اللعب في الظهير الأيسر .

## مسيرة اللاعب
لعب في نادي العين ونادي اتحاد كلباء.

## روابط خارجية
- سعيد المنهالي على موقع Soccerway.com (الإنجليزية)